# 24 de marzo
El 24 de marzo es el 83.º (octogésimo tercer) día del año en el calendario gregoriano y el 84.º en los años bisiestos. Quedan 282 días para finalizar el año.

## Acontecimientos
- 146 a. C.: cerca de la actual ciudad de Túnez, cae la ciudad de Cartago a manos del ejército romano liderado por Escipión Emiliano, produciéndose la destrucción casi completa de la localidad.
- 18: en Mesina (Sicilia) y Reggio (Calabria) sucede un terremoto. Se desconoce el número de muertos. Una semana antes había sucedido otro terremoto igualmente violento.
- 1502 o 1503]]: en México-Tenochtitlan (la capital del Imperio mexica), el aristócrata Moctezuma Xocoyotzin es elegido como huey tlatoani.
- 818: en Al-Ándalus, Al-Hakam I ordena reprimir duramente un motín producido en el arrabal de Córdoba.
- 1603: en Japón, Ieyasu Tokugawa funda el Shogunato Tokugawa.
- 1603: Jacobo VI accede al trono de Inglaterra e Irlanda dándose así la Unión de las Coronas.
- 1720: en Suecia, Federico de Hesse es elegido rey.
- 1808: la ciudad de Valladolid (España) se amotina en contra de las políticas de Manuel Godoy, destrozando su retrato y arrojando los restos al río Pisuerga.
- 1808: en España, el pueblo de Madrid acoge con entusiasmo a Fernando VII como nuevo monarca porque con él acababa el gobierno de Manuel Godoy.
- 1814: en España, Fernando VII entra para hacerse cargo del Gobierno tras la guerra de la Independencia española.
- 1815: en España, Fernando VII instituye la orden de Isabel la Católica para premiar los servicios prestados en las provincias de América.
- 1853: en Londres (Reino Unidos) sucede el primer intento de creación de una Compañía de Tránsito Aéreo con Globos por parte del británico William S. Henson, quien presentó su proyecto al Parlamento para su aprobación.
- 1854: en la República de Venezuela se abole la esclavitud.
- 1860: En el castillo Edo (cerca de la actual ciudad japonesa de Tokio) tiene lugar el incidente de Sakuradamon: un grupo de 17 ronin (‘samuráis sin amo’) decapitan a Ii Naosuke, el consejero del shogunato Tokugawa.
- 1875: en España, en el transcurso de las guerras carlistas, Alfonso XII se pone al frente del Ejército del Norte.
- 1879: Bolivia y Chile se enfrentan en la guerra del Pacífico.
- 1882: Robert Koch anuncia el descubrimiento de la bacteria responsable de la tuberculosis, la Mycobacterium tuberculosis (bacilo de Koch).
- 1895: en Barcelona (España), Valentí Almirall, cumpliendo el encargo testamentario del periodista y dramaturgo Rossend Arús, funda la Biblioteca Pública Arús, con 25 000 volúmenes.
- 1916: desde Folkestone zarpa a las 13:15 horas el barco Sussex, de la Compañía de Ferrocarriles del Estado francés. Dos horas después el barco es torpedeado por un submarino alemán. El número de muertos se estima en unos ochenta, entre ellos el compositor español Enrique Granados y su esposa.
- 1917: en Lima (Perú), se funda la Pontificia Universidad Católica del Perú.
- 1919: en Ciudad de Kansas (Estados Unidos), el masón Frank Dad Land (1890-1959) funda la organización filantrópica Orden DeMolay, para acoger a niños jóvenes de 12 a 21 años, exclusivamente.
- 1933: el Reichstag vota otorgar plenos poderes a Adolf Hitler.
- 1933: en Nueva York (Estados Unidos), manifestantes judíos exigen un boicot contra los productos alemanes en respuesta a la persecución a la que son objeto los judíos en la Alemania nazi.
- 1938: en la provincia de Shandong, a 690 km al sur de Pekín (China) ―en el marco de la segunda guerra sino-japonesa (1937-1945)― empieza la Batalla de Taierzhuang (24 de marzo a 7 de abril de 1938), en que el ejército de la República de China vencerá al ejército del Imperio del Japón. Se trata de la primera gran victoria china de la guerra. Humilló al ejército japonés y destrozó para siempre su reputación como «fuerza invencible».
- 1942: para evitar que caiga en manos de los invasores nazis, el cuadro La ronda de noche (del pintor neerlandés Rembrandt), es trasladado desde un búnker en las dunas de Heemskerk y Zandvoort a refugios en Maastricht y Steenwijk.
- 1953: en el sitio de pruebas de Nevada (a unos 105 km al noroeste de la ciudad de Las Vegas, Estados Unidos detona la bomba atómica Nancy, de 24 kilotones. Es la segunda bomba (de once) de la Upshot-Knothole.
- 1959: en La Habana, el Gobierno revolucionario crea el ICAIC (Instituto Cubano del Arte e Industria Cinematográficos).
- 1962: en el Madison Square Garden de Nueva York se enfrentan por el título mundial wélter el boxeador estadounidense Emile Griffith y el cubano Benny Kid Paret. Es la tercera pelea entre ambos. Griffith noquea al cubano en el duodécimo asalto. Paret cae en coma y fallece 10 días después.
- 1965: las imágenes de la sonda lunar Ranger 9 se transmiten en vivo por televisión.
- 1973: en Inglaterra, la banda de rock progresivo Pink Floyd publica The Dark Side of the Moon.
- 1976: en Argentina, el general Jorge Rafael Videla, el almirante Emilio Eduardo Massera, y el brigadier Orlando Ramón Agosti perpetran un golpe de Estado y deponen a la presidenta constitucional peronista María Estela Martínez de Perón, iniciando la última dictadura militar de esa nación que tuvo como objetivo el «disciplinamiento» de la población mediante la desaparición forzada y el asesinato de opositores (principalmente peronistas, aunque también comunistas y de otras extracciones). Es la última dictadura registrada en ese país, finalizaría en el año 1983, luego de la Guerra de Malvinas.
- 1980: en El Salvador, un comando asesina durante una misa a monseñor Romero, santo y mártir, arzobispo de San Salvador, defensor de los derechos humanos, en el marco de la guerra civil de El Salvador.[1]
- 1982: en México, se produce el incendio que destruye la Cineteca Nacional, dejando varios muertos y una pérdida cultural inmensurable.
- 1988: en Nicaragua, el gobierno sandinista y el Directorio de la contrarrevolución firman el «Acuerdo Sapoá» para el cese del fuego definitivo con base en una negociación que compromete al gobierno a satisfacer obligaciones de amnistía, libertad de expresión y diálogo a cambio de la obligación única de los Contras a desarmarse y reintegrarse a la vida normal del país.
- 1989: en Alaska, el barco Exxon Valdez derrama 24 000 barriles (38 millones de litros) de petróleo.
- 1993: descubrimiento del cometa Shoemaker-Levy 9.
- 1999: la OTAN inicia la campaña de bombardeos sobre objetivos en Yugoslavia.
- 2001: al sur del océano Pacífico cae la estación orbital soviética Mir, programada para trabajar durante 5 años, sirvió a muchas tripulaciones internacionales por más de 15 años.
- 2001: en California (Estados Unidos), la empresa Apple presenta la décima versión de su sistema operativo, Mac OS X.
- 2001: en Geiyo (Japón) se registra un terremoto de magnitud 6,7. Mueren 2 personas.
- 2006: en España, la banda terrorista ETA comienza un alto el fuego permanente.
- 2007: la selección de fútbol de Montenegro juega su primer partido oficial contra la de Hungría, ganándole 2 a 1.
- 2007: Lloyd Aéreo Boliviano, la aerolínea más fuerte de Bolivia en ese entonces paralizó sus actividades de transporte aéreo, y canceló sus servicios a la población.
- 2007: en San Salvador de Alesga (Asturias) se inaugura el Parque de la Prehistoria de Teverga.
- 2009: en Chile, Farmacias Ahumada reconoce haberse coludido con otras dos cadenas para elevar el precio de más de 200 fármacos de manera artificial. Las tres empresas manejan por separado más del 90 % del mercado de los fármacos en ese país.
- 2009: en Venezuela, la ciudad de Carora se convierte oficialmente en una ciudad hermana de Milwaukee (Estados Unidos).
- 2015: en los Alpes, 150 personas mueren en el accidente del Vuelo 9525 de Germanwings.
- 2016: en Países Bajos, Radovan Karadžić es condenado por el TPIY a 40 años de cárcel bajo acusaciones de crímenes de guerra durante la guerra de Bosnia.
- 2020: Shinzō Abe, primer ministro de Japón, y el COI, acuerdan aplazar los JJOO de 2020 a 2021, aunque manteniendo el nombre de Tokio 2020, debido a la pandemia por COVID-19.[2]
- 2023: en Japón, se emite el último capítulo del anime Pokemón con Ash Ketchum y Pikachu como protagonistas principales de la serie, tras 25 temporadas y 26 años de emisión.[3]
- 2024: en el cierre del Ultra Music Festival 2024, el DJ y productor Armin van Buuren invita al escenario a la leyenda Jon Bon Jovi para tocar juntos el remix de la canción «Keep the faith» (‘mantén la fe’).

## Nacimientos
- 771 a. C.: los gemelos Rómulo (f. 717 a. C.) y Remo (f. 753 a. C.), fundadores de Roma.
- 1188: Fernando de Flandes, aristócrata portugués (f. 1233).
- 1280: Öljeitü, khan persa (f. 1316).
- 1490: Georgius Agricola, minerólogo alemán (f. 1555).
- 1579: Tirso de Molina, escritor español (f. 1648).
- 1607: Michiel de Ruyter, almirante neerlandés (f. 1676).
- 1628: Sofía de Brunswick, aristócrata alemana, reina de Dinamarca y Noruega (f. 1685).
- 1657: Arai Hakuseki, escritor y político japonés (f. 1725).
- 1683: Mark Catesby, naturalista británico (f. 1749).
- 1693: John Harrison, relojero británico (f. 1776).
- 1756: Franziska Lebrun, cantante y compositora alemana (f. 1791).
- 1775: Pauline Auzou, pintora francesa (f. 1835).
- 1775: Pierre Berthezène, militar francés (f. 1847).
- 1782: Orest Kiprenski, pintor ruso (f. 1836).
- 1797: Antonio Rosmini, pensador italiano (f. 1855).
- 1808: María Malibrán, cantante franco-española de ópera (f. 1836).
- 1809: Mariano José de Larra, escritor y periodista español (f. 1837).
- 1809: Joseph Liouville, matemático francés (f. 1882).
- 1820: Alexandre-Edmond Becquerel, físico francés, padre de Henri Becquerel (f. 1891).
- 1829: Vicente Barrantes, poeta y bibliófilo español (f. 1898).
- 1829: Ignacio Zaragoza, general mexicano (f. 1862).
- 1832: José Casado del Alisal, pintor español (f. 1886).
- 1834: William Morris, pintor, dibujante y escritor británico (f. 1896).
- 1834: John Wesley Powell, explorador estadounidense (f. 1902).
- 1835: Josef Stefan, matemático esloveno-austríaco (f. 1893).
- 1844: Felipe Checa, pintor español (f. 1906).
- 1844: Padre Cícero (Cícero Romão Batista), sacerdote católico brasileño, objeto de devoción popular (f. 1934); carismático, obtuvo gran prestigio e influencia sobre la vida social, política y religiosa del paupérrimo Nordeste de Brasil.
- 1855: Andrew Mellon, banquero estadounidense (f. 1937).
- 1855: Olive Schreiner, escritora sudafricana (f. 1920).
- 1867: Mateo Inurria, escultor español (f. 1924).
- 1874: Luigi Einaudi, político italiano, presidente entre 1948 y 1955 (f. 1961).
- 1874: Harry Houdini, ilusionista estadounidense de origen húngaro (f. 1926).
- 1884: Peter Debye, físico-químico estadounidense, Premio Nobel de Química en 1936 (f. 1966).
- 1886: Edward Weston, fotógrafo estadounidense (f. 1958).
- 1887: Roscoe Fatty Arbuckle, actor estadounidense (f. 1933).
- 1891: Serguéi Ivánovich Vavílov, físico soviético (f. 1951).
- 1893: Walter Baade, astrónomo alemán (f. 1960).
- 1897: Wilhelm Reich, psicoanalista y escritor austriaco (f. 1957).
- 1901: Ub Iwerks, animador estadounidense (f. 1971).
- 1903: Adolph Butenandt, bioquímico alemán, premio nobel de química en 1939 (f. 1995).
- 1903: Malcolm Muggeridge, escritor británico (f. 1990).
- 1908: Jorge González Camarena, muralista mexicano (f. 1980).
- 1909: Clyde Barrow, forajido estadounidense (f. 1934).
- 1910: Richard Conte, actor estadounidense (f. 1975).
- 1911: Joe Barbera, animador, director y productor estadounidense (f. 2006), creador de la empresa Hanna-Barbera de dibujos animados.
- 1911: Enrique Jordá, director de orquesta y músico español (f. 1996).
- 1915: Eugène Martin, piloto de automovilismo francés (f. 2006).
- 1916: José Bódalo, actor español de origen argentino (f. 1985).
- 1917: Constantine Andreou, pintor brasileño expatriado en Grecia (f. 2007).
- 1917: John Kendrew, químico británico, premio nobel de química en 1962 (f. 1997).
- 1919: Lawrence Ferlinghetti, poeta, pintor y editor estadounidense (f. 2021).
- 1921: Vasili Smyslov, ajedrecista ruso (f. 2010).
- 1924: Jerónimo Arozamena, jurista español (f. 2010).
- 1924: Norman Fell, actor estadounidense (f. 1998).
- 1926: Dario Fo, escritor de teatro italiano, premio nobel de literatura en 1997 (f. 2016).
- 1927: Violeta Correa, periodista peruana (f. 2001), primera dama entre 1980 y 1985 como esposa del presidente Fernando Belaúnde Terry.
- 1929: Ángela Gurría, escultora mexicana (f. 2023).
- 1930: David Dacko, primer presidente centroafricano (f. 2003).
- 1930: Agustín González, actor español (f. 2005).
- 1930: Cristóbal Halffter, director de orquesta y compositor clásico español (f. 2021).
- 1930: Steve McQueen, actor estadounidense (f. 1980).
- 1930: Maruja Montes, actriz y vedete argentina (f. 1993).
- 1930: David Vázquez Martínez, bioquímico español (f. 1986).
- 1934: William Smith, actor estadounidense (f. 2021).
- 1935: Mary Berry, presentadora y escritora británica.
- 1935: Peret, cantante, guitarrista y compositor español de etnia gitana (f. 2014).
- 1937: María Elena Ovalle, economista chilena.
- 1938: Holger Czukay, músico alemán, integrante de la banda Can (f. 2017).
- 1938: David Irving, historiador británico.
- 1942: Roberto Lavagna, economista y político argentino.
- 1944: R. Lee Ermey, sargento instructor y actor estadounidense (f. 2018).
- 1944: Vojislav Koštunica, presidente de la República Federal de Yugoslavia y primer ministro serbio.
- 1944: Alonso Puerta, político español.
- 1945: Robert Bakker, paleontólogo estadounidense.
- 1945: Curtis Hanson, cineasta estadounidense (f. 2016).
- 1946: Klaus Dinger, músico alemán, integrante de la banda Kraftwerk (f. 2008).
- 1946: Kitty O'Neil, especialista de cine y corredora automovilística estadounidense (f. 2018).
- 1947: Jorge Martínez, actor argentino.
- 1947: José Pérez Ocaña, pintor y anarquista español (f. 1983).
- 1947: Alan Sugar, empresario británico.
- 1948: Eduardo Mendicutti, escritor y periodista español.
- 1949: Ranil Wickremesinghe, político esrilanqués, primer ministro de Sri Lanka entre 1993 y 1994, entre 2001 y 2004, entre 2015 y 2019 y entre mayo y julio de 2022, presidente de Sri Lanka desde 2022.
- 1950: Alban d'Entremont, geógrafo canadiense.
- 1951: Tommy Hilfiger, diseñador de moda estadounidense.
- 1951: Dougie Thomson, músico británico, bajista de la banda Supertramp.
- 1952: Reinhard Genzel, astrónomo alemán, premio nobel de física en 2020.
- 1952: Quim Monzó, escritor y periodista español.
- 1953: María Garralón, actriz española.
- 1954: Robert Carradine, actor estadounidense.
- 1954: Rafael Orozco Maestre, cantante y compositor vallenato colombiano (f. 1992).
- 1954: María Pilar Queralt del Hierro, historiadora y escritora española.
- 1955: Dagmar, cantante, actriz y presentadora puertorriqueña.
- 1956: Steve Ballmer, empresario estadounidense, presidente de Microsoft entre 2008 y 2014.
- 1956: Tamás Sulyok, abogado y jurista húngaro, presidente de Hungría desde 2024.
- 1957: Sílvia Munt, actriz y cineasta española.
- 1958: Mike Woodson, baloncestista y entrenador estadounidense.

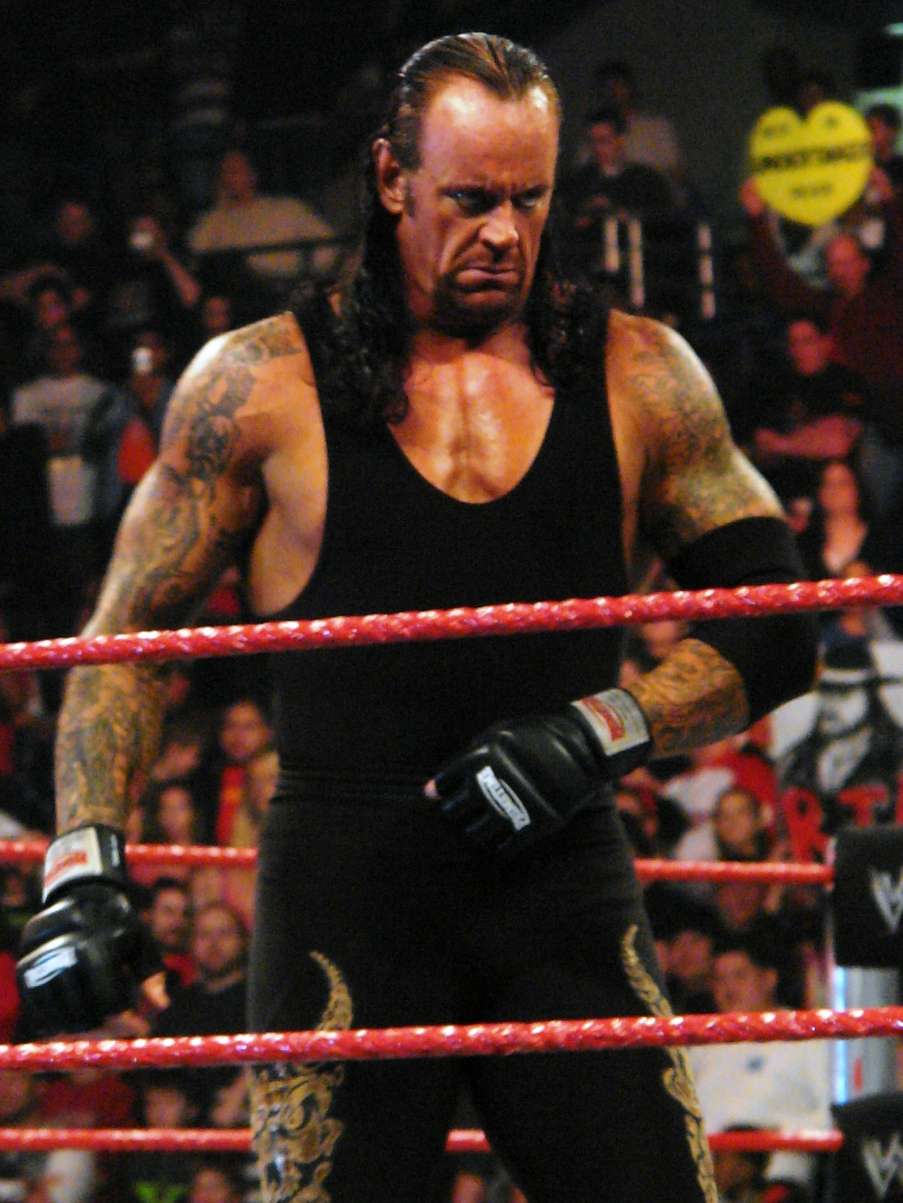
The Undertaker.

- 1960: Alberto León Jaramillo, es un actor argentino nacionalizado colombiano.
- 1960: Kelly LeBrock, actriz estadounidense.
- 1960: Nena, cantante alemana.
- 1960: Scott Pruett, piloto de automovilismo estadounidense.
- 1961: Pascual Ferry, historietista español.
- 1961: Yanis Varufakis, político, economista, catedrático y ensayista griego, ministro de Finanzas de Grecia en 2015.
- 1964: Chantal Mauduit, alpinista francesa (f. 1998).
- 1965: Mark Calaway, The Undertaker, luchador profesional retirado estadounidense.
- 1965: Peter Jacobson, actor estadounidense.
- 1968: Antonio Karmona Herrera, futbolista español.

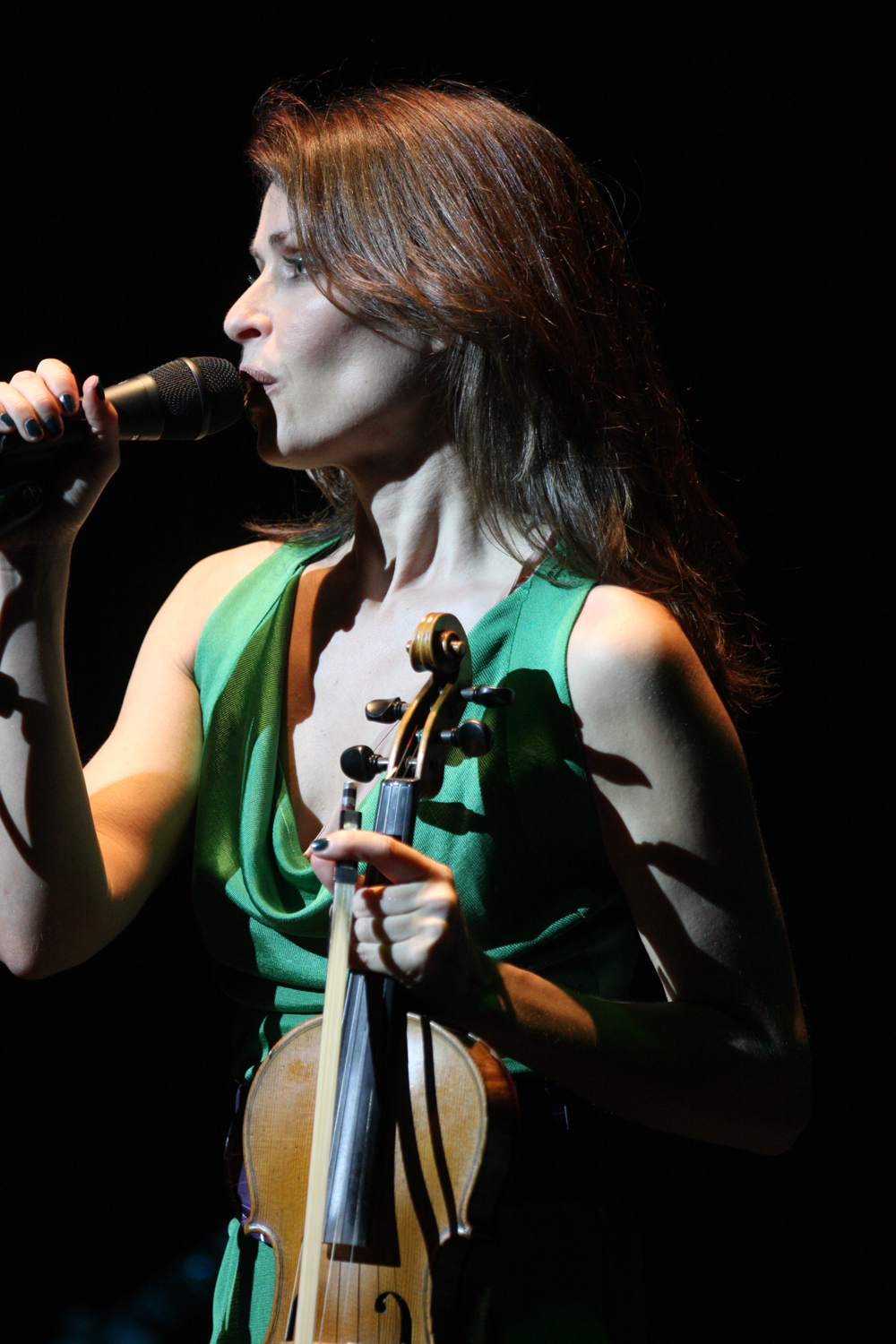
Sharon Corr.

- 1970: Wilson Álvarez, beisbolista venezolano.
- 1970: Lara Flynn Boyle, actriz estadounidense.
- 1970: Sharon Corr, violinista irlandesa del grupo The Corrs.
- 1970: Christopher Daniels, luchador profesional estadounidense.
- 1971: Tig Notaro, actriz y comediante estadounidense.
- 1973: Jacek Bąk, futbolista polaco.
- 1973: Jim Parsons, actor estadounidense.
- 1973: Sakura Tange, seiyū y cantante japonesa.
- 1974: Chad Butler, baterista estadounidense, de la banda Switchfoot.
- 1974: Juan Bravo Baena, político español.
- 1974: Alyson Hannigan, actriz estadounidense.
- 1975: Frédérique Bel, actriz francesa.
- 1975: Thomas Johansson, tenista sueco.
- 1975: Arturo Valls, actor y presentador español.

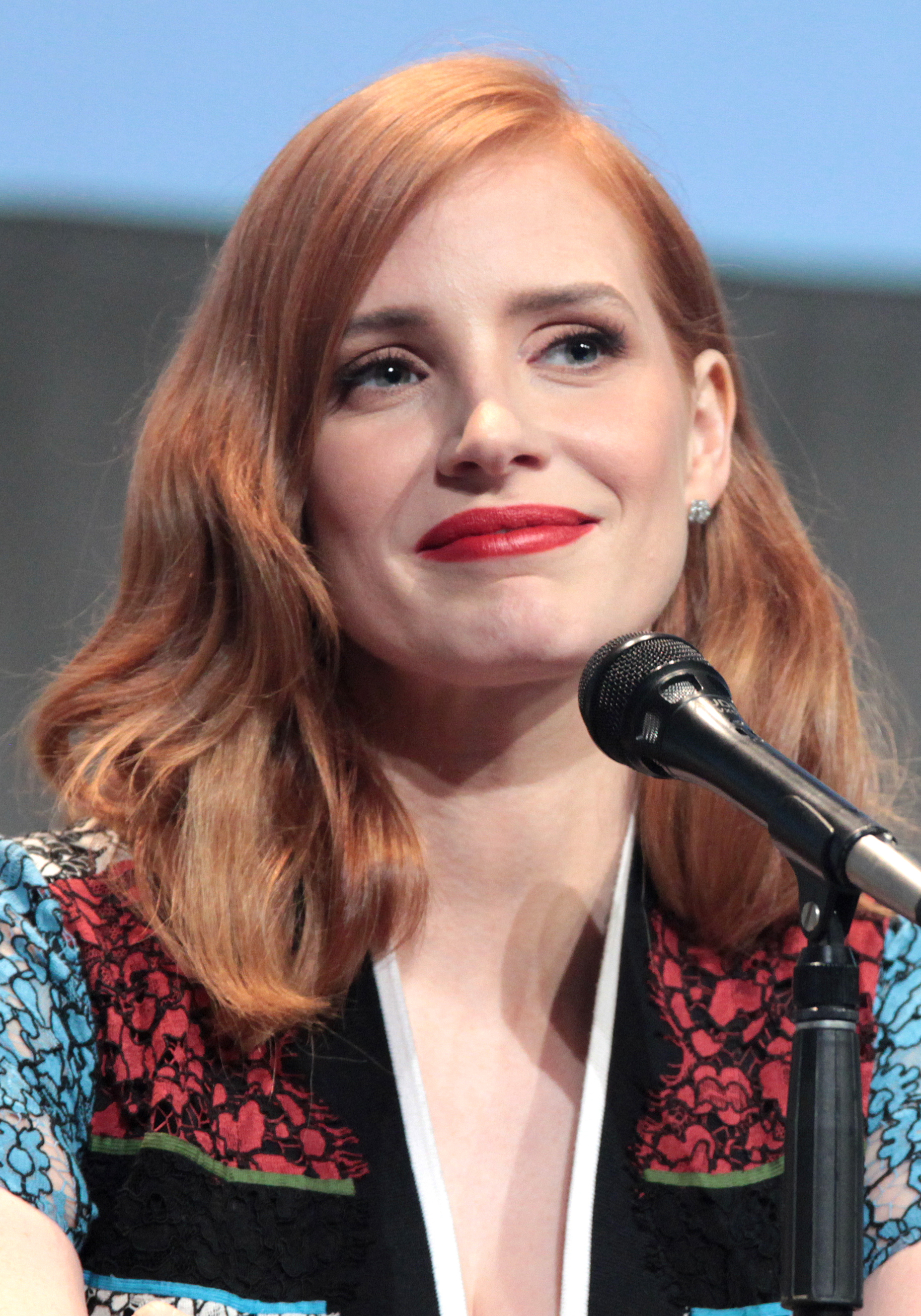
Jessica Chastain.

- 1975: Davor Vugrinec, futbolista croata.
- 1976: Aliou Cissé, futbolista senegalés.
- 1976: Peyton Manning, jugador estadounidense de fútbol americano.
- 1977: Corneille, cantante canadiense.
- 1977: Jessica Chastain, actriz estadounidense.
- 1977: Ferran Laviña, baloncestista español.
- 1978: Cristina Seguí, escritora y política española.
- 1978: Tomáš Ujfaluši, futbolista checo.
- 1979: Nata Moreno, directora, productora, actriz y dramaturga española.
- 1979: Marco Olea, futbolista chileno.
- 1981: Gary Paffett, piloto de automovilismo británico.
- 1981: Mark Looms, futbolista neerlandés.
- 1981: Dean Stobartt, animador y creador de 442oons
- 1982: Fernanda Castillo, actriz mexicana.
- 1982: Jake Hager, luchador profesional germano-estadounidense.
- 1983: Álex Anwandter, cantautor, músico y productor chileno, vocalista de la banda Teleradio Donoso.
- 1983: Alexei Eremenko, futbolista finlandés de origen ruso.

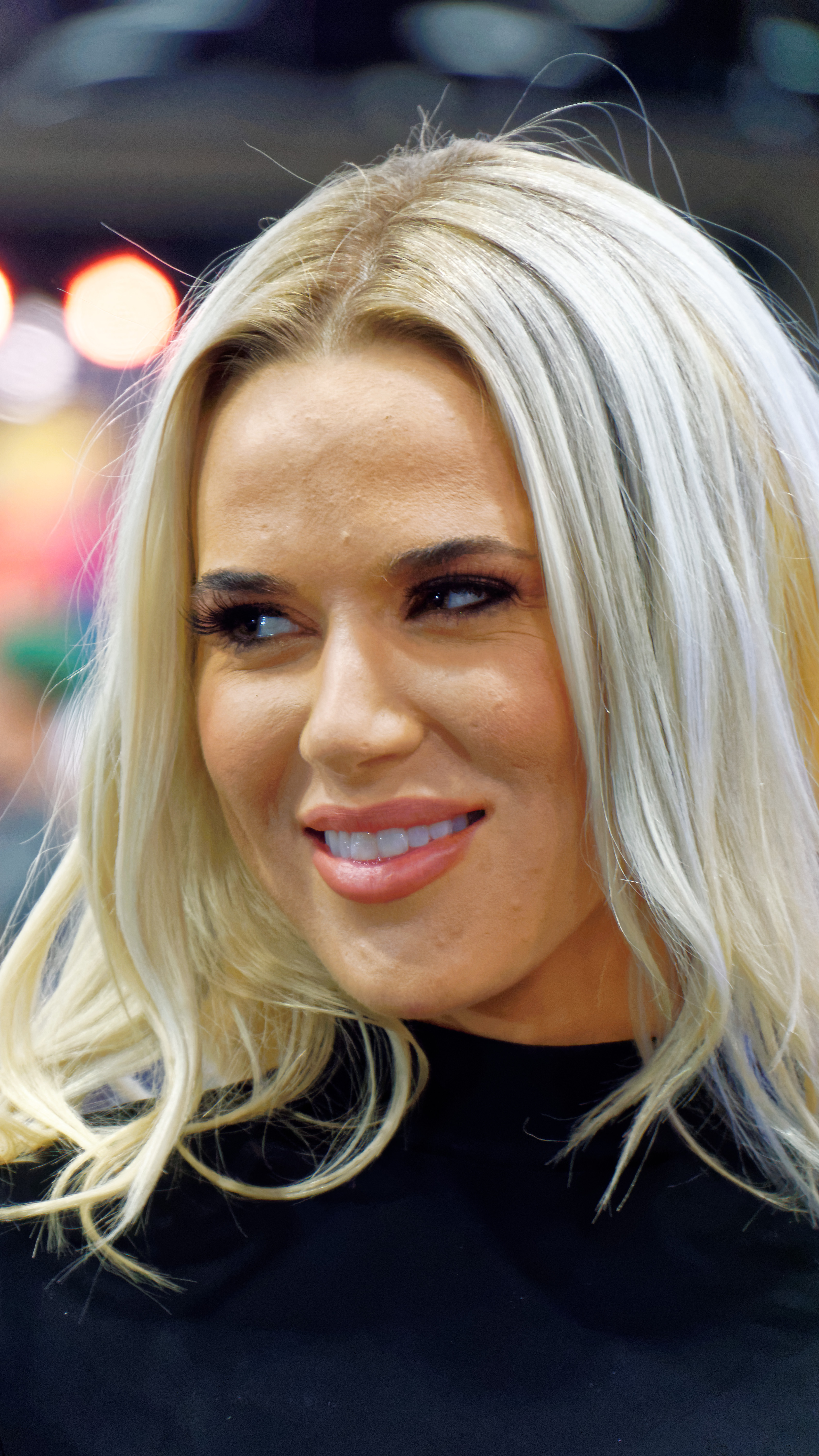
C. J. Perry (Lana).

- 1983: T. J. Ford, baloncestista estadounidense.
- 1983: Santi Trancho, camarógrafo español (f. 2015).
- 1984: Chris Bosh, baloncestista estadounidense.
- 1984: Park Bom, cantante surcoreana.
- 1985: Lana (C. J. Perry), mánager de lucha libre profesional y luchadora profesional estadounidense.
- 1985: Haruka Ayase, actriz, cantante y gravure idol japonesa.
- 1986: Nathalia Dill, actriz brasileña.
- 1986: Kōhei Hirate, piloto japonés de carreras.
- 1986: Lucie Lucas, actriz francesa.
- 1986: Paul Koulibaly, futbolista burkinés.
- 1987: Ramires, futbolista brasileño.
- 1987: Juan Diego Covarrubias, actor mexicano.
- 1987: María Valverde, actriz española.
- 1988: Finn Jones, actor británico.
- 1989: María Francisca Mardones, futbolista chilena.
- 1990: Keisha Castle-Hughes, actriz neozelandesa.
- 1993: Zauri Makharadze, futbolista ucraniano.
- 1993: Gustavo Henrique, futbolista brasileño.
- 1993: Guillermo Varela, futbolista uruguayo.
- 1995: Enzo Zidane, futbolista francés.
- 1995: Mykyta Burda, futbolista ucraniano.
- 1995: Alejandro Remiro, futbolista español.
- 1996: Orbelín Pineda, futbolista mexicano.
- 1996: Shinnosuke Nakatani, futbolista japonés.
- 1996: Albert Reyes, futbolista andorrano.
- 1996: Karina Sævik, futbolista noruega.
- 1996: Manuel Sánchez García, futbolista español.
- 1996: Cameron Young, baloncestista estadounidense.
- 1997: Mina, cantante nipo-americana, integrante del grupo Twice.
- 1997: Yanick van Osch, futbolista neerlandés.
- 1998: Dani Escriche, futbolista español.
- 1998: Victor Hugo Santana Carvalho, futbolista brasileño.
- 1998: Miro Muheim, futbolista suizo.
- 1999: Stacy Cruz, actriz pornográfica checa.
- 1999: Tomi Horvat, futbolista esloveno.
- 1999: Rodrigo Isgró, rugbista argentino.
- 1999: Matěj Klíma, balonmanista checo.
- 1999: Sergio Lozano Lluch, futbolista español.
- 1999: Somon Majmadbekov, yudoca tayiko.
- 1999: Facundo Mura, futbolista argentino.
- 1999: Arina Opiónysheva, nadadora rusa.
- 1999: Ella Palis, futbolista francesa.
- 1999: Jerónimo Rodríguez, futbolista mexicano.
- 1999: Katie Swan, tenista británica.
- 2000: Georgina Adam, atleta británica.
- 2000: Gastón Álvarez, futbolista uruguayo.
- 2000: Trey Freeman, nadador estadounidense.
- 2000: Rommel Ibarra, futbolista venezolano.
- 2000: Daniel Restrepo García, clavadista colombiano.
- 2000: Ferddy Roca, futbolista boliviano.
- 2000: Benjamín Rollheiser, futbolista argentino.
- 2000: Walter Wallberg, esquiador acrobático sueco.
- 2000: Duane Washington Jr., baloncestista germano-estadounidense.
- 2000: Emma Zapletalová, atleta eslovaca.
- 2001: William Saliba, futbolista francés.
- 2002: Dalila Ippolito, futbolista argentina.
- 2003: Azul Álvarez, futbolista mexicana.
- 2004: Gonzalo García Torres, futbolista español.

## Fallecimientos
- 752: Esteban II, papa electo durante tres días (n. 690 aprox.).
- 809: Harún al-Rashid, califa abasí iraquí (n. 763).
- 1455: Nicolás V, papa italiano (n. 1397).
- 1526: Antonio de Acuña, obispo español, ajusticiado en el castillo de Simancas (n. 1453).
- 1603: Isabel I, la Reina Virgen, reina inglesa (n. 1533).
- 1776: John Harrison, relojero británico (n. 1693).
- 1801: Diego José de Cádiz, fraile y capuchino español (n. 1743).
- 1809: Vicente Antonio de Castro, cirujano cubano, primero en Cuba en introducir la anestesia por vía oral para las operaciones quirúrgicas.
- 1844: Bertel Thorvaldsen, escultor danés (n. 1770).
- 1869: Antoine-Henri Jomini, general francés (n. 1779).
- 1877: Walter Bagehot, economista, periodista y politólogo británico (n. 1826).
- 1882: Henry Wadsworth Longfellow, escritor estadounidense (n. 1807).
- 1885: Pedro Pascasio Martínez, soldado preadolescente neogranadino que participó en la Campaña Libertadora de Nueva Granada (n. 1807).
- 1905: Julio Verne, escritor francés (n. 1828).
- 1908: Emilio Laurent García, militar cubano, coronel del Ejército Libertador.
- 1908: José María (Mayía) Rodríguez, militar cubano, mayor general mambí.
- 1909: John Millington Synge, dramaturgo irlandés (n. 1871).
- 1916: Enrique Granados, compositor español, asesinado junto a su esposa (n. 1867).
- 1946: Alexander Alekhine, ajedrecista ruso-francés (n. 1892).
- 1951: José Enrique Varela, militar español (n. 1891).
- 1953: María de Teck, aristócrata británica, esposa de Jorge V (n. 1867).
- 1961: Matthew Albert Hunter, metalúrgico neozelandés (n. 1878).
- 1962: Auguste Piccard, inventor, explorador y profesor suizo (n. 1884).
- 1968: Vicente Scaramuzza, pianista italo-argentino (n. 1885).
- 1976: Bernard Law Montgomery, comandante británico (n. 1887).
- 1980: Óscar Romero, religioso salvadoreño (asesinado) (n. 1917).
- 1984: Manuel Fleitas Solich, futbolista y entrenador paraguayo (n. 1901).
- 1984: Santiago Gómez Cou, actor uruguayo (n. 1903).
- 1984: Sam Jaffe, actor estadounidense (n. 1891).
- 1985: George London, cantante canadiense de ópera (n. 1920).
- 1985: Raoul Ubac, artista belga (n. 1910).
- 1986: Eduardo González-Gallarza, militar y aviador español (n. 1898).
- 1987: Vicente Calderón, empresario español, presidente del Atlético de Madrid (n. 1913).
- 1995: Joseph Needham, bioquímico británico (n. 1900).
- 1996: Lola Beltrán, cantante mexicana (n. 1932).
- 1997: Roberto Sánchez Vilella, segundo gobernador electo de Puerto Rico (n. 1912)
- 2002: César Milstein, bioquímico argentino, premio nobel de medicina en 1984 (n. 1927).
- 2003: Jan Justus Bos, botánico neerlandés (n. 1939).
- 2003: Philip Yordan, guionista y productor de cine estadounidense (n. 1914).
- 2005: Hugo Trivelli, agrónomo chileno (n. 1913).
- 2008: Rafael Azcona, guionista de cine y novelista español (n. 1926).
- 2008: Richard Widmark, actor estadounidense (n. 1914).
- 2009: Jorge Barreiro, actor argentino (n. 1930).
- 2009: Ricard Salvat, dramaturgo y director español (n. 1934).

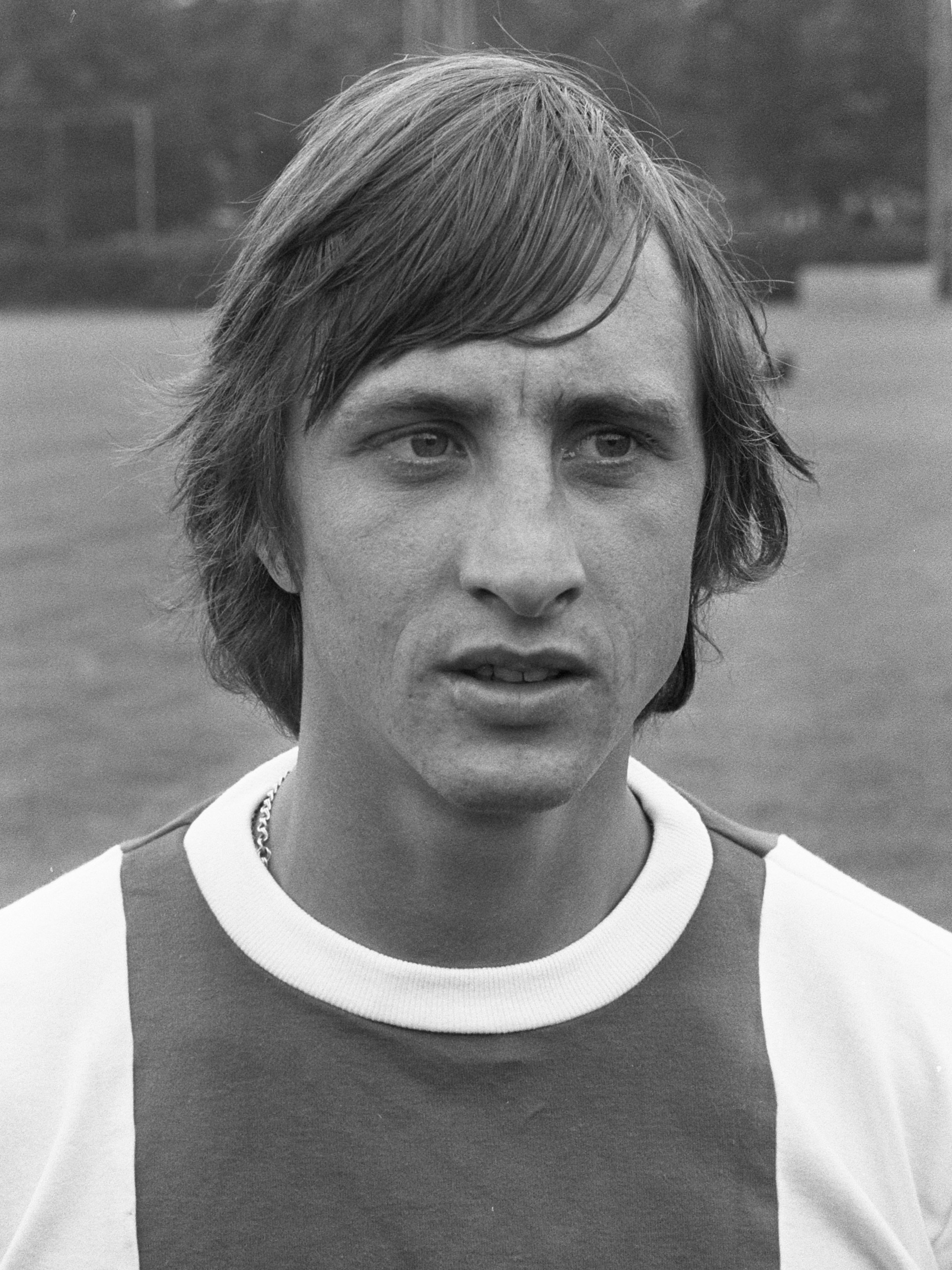
Johan Cruyff.

- 2010: Robert Culp, actor y guionista estadounidense (n. 1930).
- 2011: Gloria Valencia de Castaño, intelectual, periodista y presentadora de televisión colombiana (n. 1927).
- 2012: Vigor Bovolenta, jugador de voleibol italiano (n. 1974).
- 2013: Andrés Concha, empresario chileno (n. 1944).
- 2013: Peter Duryea, actor estadounidense (n. 1939).
- 2016: Johan Cruyff, entrenador y futbolista neerlandés (n. 1947).
- 2016: Garry Shandling, actor y comediante estadounidense (n. 1949).
- 2018: Lys Assia, cantante suiza (n. 1924).
- 2019: Larry Cohen, productor, director y guionista estadounidense (n. 1936).
- 2020: Manu Dibango, saxofonista, pianista, vibrafonista, director de orquesta, autor, compositor y cantante camerunés (n. 1933).
- 2020: Stuart Gordon, productor de películas y obras de teatro, cineasta y guionista estadounidense (n. 1947).
- 2020: Juan Padrón (73), caricaturista, realizador de dibujos animados, ilustrador, historietista y guionista cubano (f. 2020).
- 2020: Bill Rieflin, músico estadounidense (n. 1960).
- 2020: Ignacio Trelles, futbolista y director técnico mexicano (n. 1916).
- 2020: Albert Uderzo, dibujante e historietista francés (n. 1927).
- 2021: Enrique Chazarreta, futbolista argentino (n. 1947).
- 2021: Pedro Saúl Morales, ciclista de ruta colombiano que compitió en las décadas de 1980 y 1990 (n. 1965).
- 2021: Jessica Walter, actriz estadounidense (n. 1941).
- 2022: Luis Roldán Ibáñez, político español

## Celebraciones
Compartidas
- Naciones Unidas: 
  - Día Internacional del Derecho a la Verdad en relación con Violaciones Graves de los Derechos Humanos y de la Dignidad de las Víctimas.[4]
  - 21 al 27 de marzo: Semana de solidaridad con los pueblos que luchan contra el racismo y la discriminación racial.

- Organización Mundial de la Salud:
  - Día Mundial de la Tuberculosis.[5]

- Colombia y  Costa Rica: 
  - Día del Locutor. En honor al "primer locutor que registra la historia", el Arcángel Gabriel que anunció a la Virgen María la concepción de Jesús.

 Por países
(Por orden alfabético)
- Argentina: 
  - Día Nacional de la Memoria por la Verdad y la Justicia.[6]
Desde 2006 (feriado nacional).
  - Día del Protésico Dental.

- Birmania: 
  - Día de Luna Llena de Tabaung.[7]

- El Salvador: 
  - Día Nacional de monseñor Óscar Arnulfo Romero.[8]

- Estados Unidos: 
  - Día Nacional del Cheesesteak.[9]Sandwich de bistec con queso.
(en inglés: National Cheesesteak Day).
  - Día Nacional de Concientización sobre Reacciones Adversas a Medicamentos.[10]
(en inglés: National Adverse Drug Event Awareness Day).
  - Día Nacional del Cóctel.[11]
(en inglés: National Cocktail Day).
  - Día de las Pasas cubiertas de Chocolate.[12]
(en inglés: National Chocolate Covered Raisin Day).

- Israel: 
  - Purim.[7]

- Nepal: 
  - Fagu Purnima.[7]

### Santoral católico

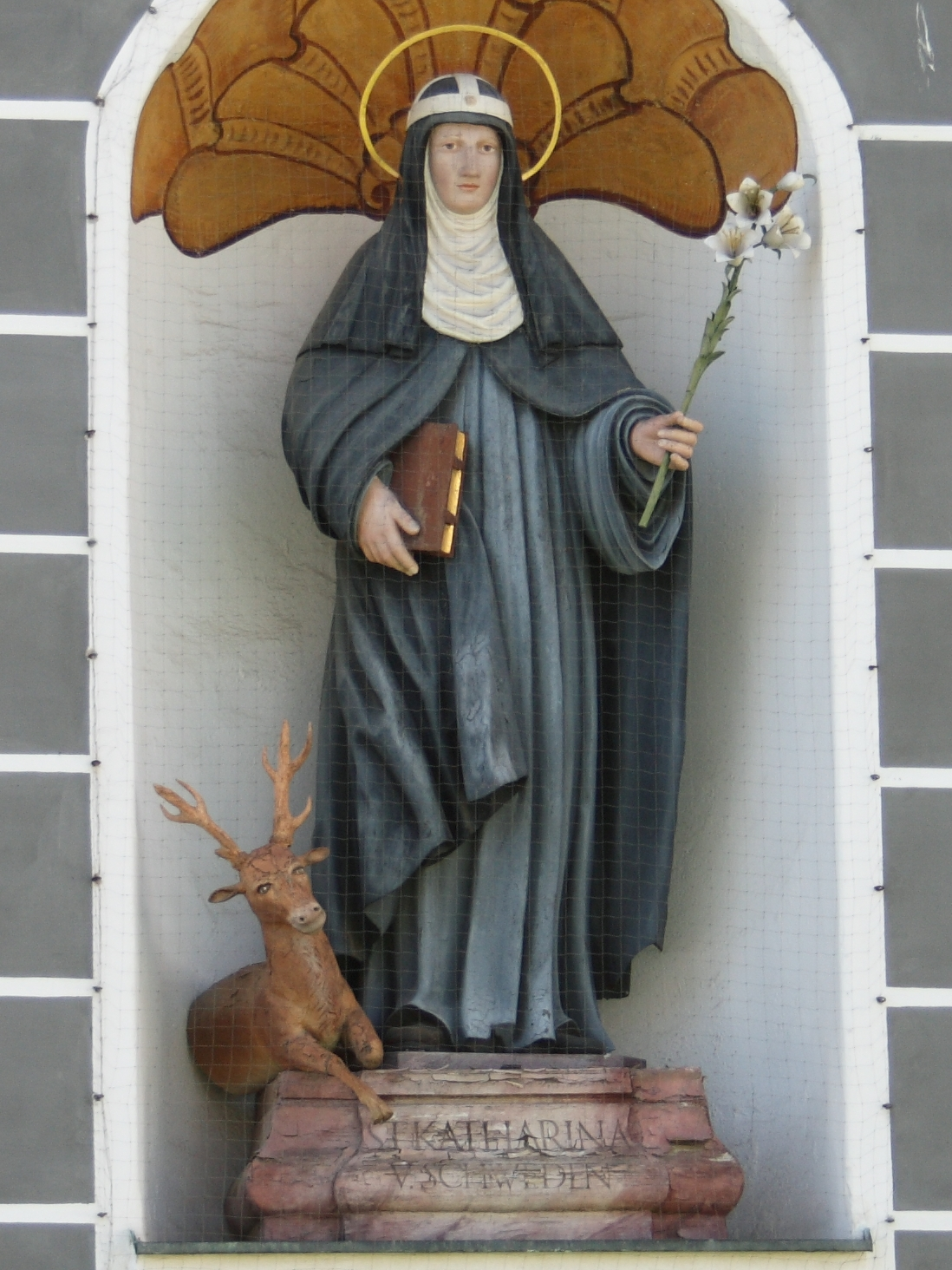
Estatua de Santa Catalina de Suecia

- Santos Timolao, Dionisio, Páusides, Rómulo y Alejandro de Cesarea de Palestina, mártires (f. 303).
- San Secúndulo de Mauritania.[13]
- San Maccartemio de Clogher, obispo (f. s. V).[13]
- San Severo de Catania, obispo (f. 814).
- Santa Berta Alberti, abadesa de Cavriglia (1106-1197).
- Beato Juan del Báculo, presbítero y monje (f. 1290).[13]
- Santa Catalina de Vástena, virgen (f. 1381).[13]También conocida como Santa Catalina de Suecia.[14](imagen ilustrativa).
- Beato Diego José de Cádiz López-Caamaño, presbítero (f. 1801).[13]
- Beata María Karłowska, virgen (f. 1935).[13]